# Szybowiec S. Czerwińskiego (II)
Szybowiec S. Czerwińskiego (II) – polski szybowiec amatorski z okresu międzywojennego.

## Historia
Inżynier Sergiusz Czerwiński w 1927 roku w Kowlu zaprojektował i zbudował szybowiec własnej konstrukcji. W budowie uczestniczyli członkowie z koła modelarskiego przy Gimnazjum Państwowym im. J. Słowackiego w Kowlu. Szybowiec został oblatany przez konstruktora, który wykonał na nim kilkanaście lotów. Z powodu braku naturalnych wzniesień w okolicy miasta szybowiec został wykorzystany na chwiejnicy do szkolenia wstępnego, gdzie użytkowali go miejscowi harcerze. Następnie konstruktor przekazał szybowiec Związkowi Awiatycznemu Studentów Politechniki Lwowskiej. Z uwagi na nietypowy system sterowania nie został wykorzystany. 

## Konstrukcja
Jednomiejscowy szybowiec amatorski konstrukcji drewnianej w układzie zastrzałowego górnopłatu.
Kadłub kratowy z listew jesionowych o przekroju dwuteowym. Miejsce pilota znajdował się za przednim słupkiem kraty. Pilotem dysponował sterownicą składającą się z dwóch dźwigni służące do zmiany kąta natarcia skrzydeł oraz orczyka. 
Płat dwudzielny o obrysie prostokątnym, dwudzielny, jednodźwigarowy. Skrzydła mocowane do kadłuba 
obrotowo, usztywnione zastrzałami mocowanymi do przykadłubowych piramidek. Pokrycie wykonano z płótna. Skrzydło nie miało lotek, zastąpiono to wychylaniem całych połówek płata.
Podwozie jednotorowe, złożone z jesionowej płozy mocowane do dolnej belki kraty kadłuba. 
Usterzenie krzyżowe złożone z statecznika pionowego i steru kierunku oraz nieruchomego statecznika poziomego. Stateczniki usztywnione naciągami wykonanymi z drutu stalowego. 

## Malowanie
Wszystkie elementy szybowca były pomalowane na czerwono.